# Derāz Darreh (ort i Iran)
Derāz Darreh (persiska: دراز درّه) är en ort i Iran.   Den ligger i provinsen Khuzestan, i den centrala delen av landet, 500 km söder om huvudstaden Teheran. Derāz Darreh ligger 1 160 meter över havet och antalet invånare är 354.
Terrängen runt Derāz Darreh är varierad. Runt Derāz Darreh är det ganska tätbefolkat, med 56 invånare per kvadratkilometer. Närmaste större samhälle är Dehdez, 6,6 km öster om Derāz Darreh. Omgivningarna runt Derāz Darreh är i huvudsak ett öppet busklandskap.